# Каменець (Радзейовський повіт)
Каменець (пол. Kamieniec) — село в Польщі, у гміні Топулька Радзейовського повіту Куявсько-Поморського воєводства.
Населення — 135 осіб (2011).
У 1975-1998 роках село належало до Влоцлавського воєводства.

## Демографія
Демографічна структура станом на 31 березня 2011 року:
|          | Загалом | Допрацездатний вік | Працездатний вік | Постпрацездатний вік |
| -------- | ------- | ------------------ | ---------------- | -------------------- |
| Чоловіки | 72      | 12                 | 50               | 10                   |
| Жінки    | 63      | 12                 | 35               | 16                   |
| Разом    | 135     | 24                 | 85               | 26                   |